# Saltugilia splendens
Saltugilia splendens là một loài thực vật có hoa trong họ Polemoniaceae. Loài này được (Douglas ex H. Mason & A.D. Grant) L.A.Johnson mô tả khoa học đầu tiên năm 2007.

## Hình ảnh

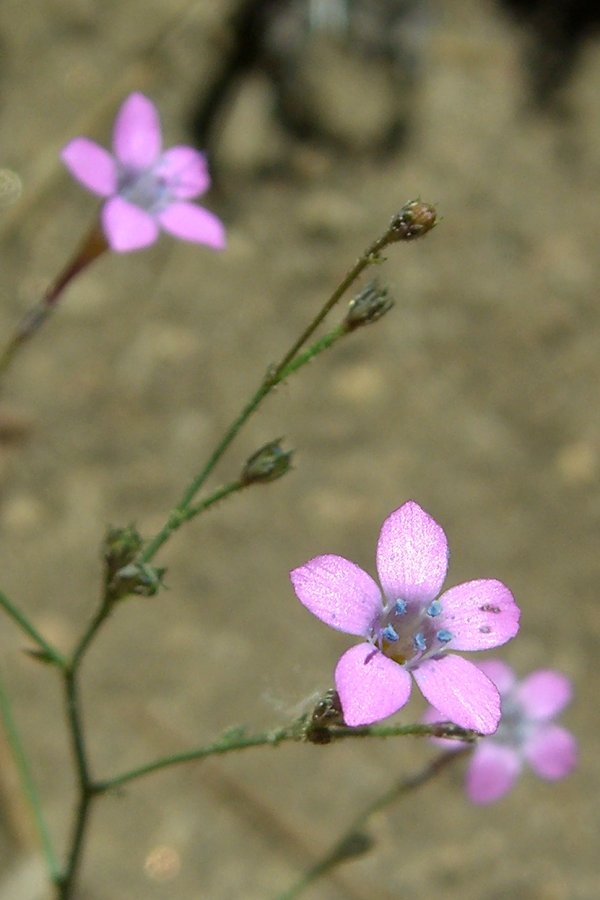
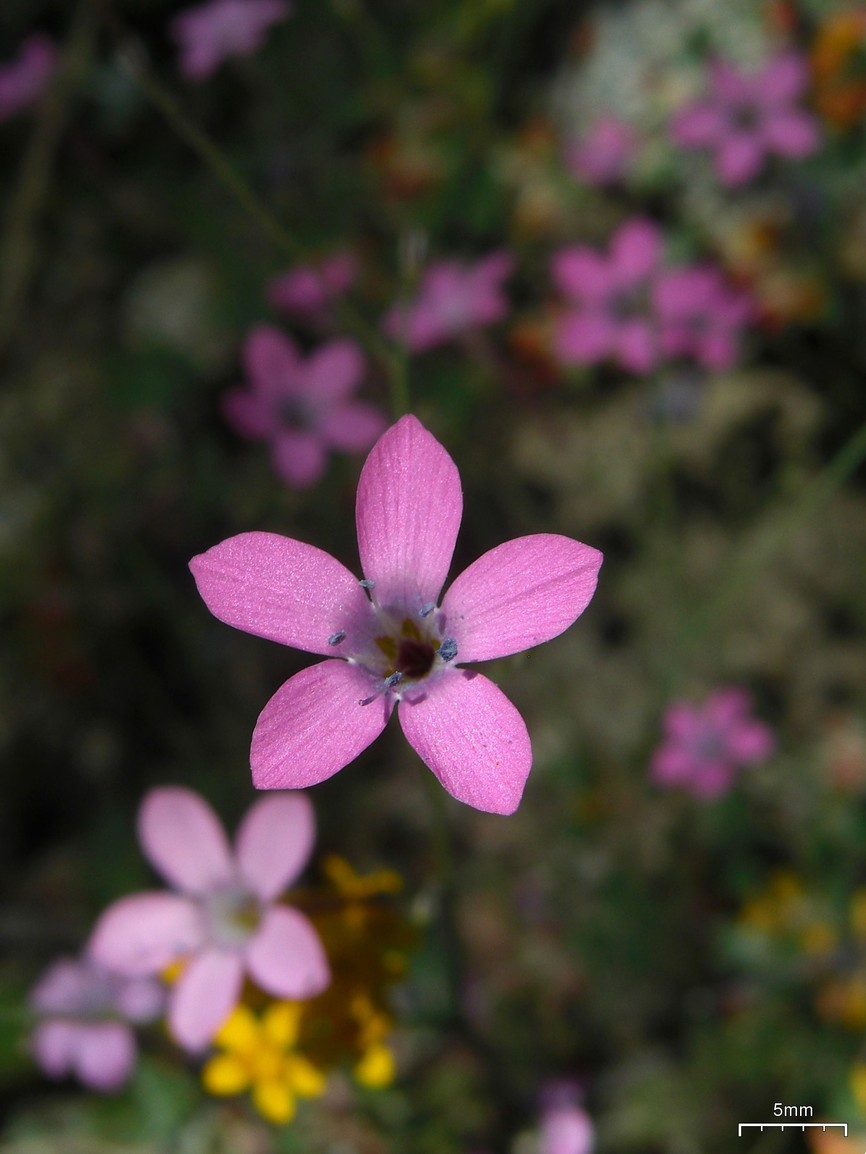